# Duino-Aurisina
Duino-Aurisina est une commune italienne située dans la région autonome de Frioul-Vénétie Julienne et rattachée à l'organisme de décentralisation régionale de Trieste.
Elle est mondialement connue pour son château, dominant le golfe de Trieste, où furent écrites, entre 1912 et 1922, les célèbres Élégies de Duino, œuvre majeure du poète Rainer Maria Rilke, invité de la princesse Marie de Thurn und Taxis à qui le château appartenait alors. Le château appartient toujours à sa famille, dont le nom a été italianisé en della Torre e Tasso et qui porte le titre de Duc de Castel-Duino.

## Géographie

### Hameaux
Aurisina (slov. Nabrežina), Ceroglie (slov. Cerovlje), Duino (slov. Devin), Malchina (slov. Mavhinje), Medeazza (slov. Medja vas), Precenico, Prepotto, San Pelagio (slov. Šempolaj), San Giovanni di Duino (slov. Štivan), S. Croce (slov. Križ), Sistiana (slov. Sesljan), Slivia (slov. Slivno), Ternova Piccola (slov. Malo Trnovo), Villaggio del Pescatore, Visogliano

### Communes limitrophes
Les communes attenantes à Duino-Aurisina sont : Doberdò del Lago, Monfalcone, Sgonico, Trieste.

## Administration
| Période                                  | Période  | Identité    | Étiquette | Qualité |
| ---------------------------------------- | -------- | ----------- | --------- | ------- |
| 16 mai 2002                              | En cours | Giorgio Ret |           |         |
| Les données manquantes sont à compléter. |          |             |           |         |

### Jumelages
- Buje (Croatie)
- Ilirska Bistrica (Slovénie)

## Culture

### Lieux et monuments
- Château de Duino.
- Mithraeum de Duino
- Fons Timavi, résurgence de la rivière slovène Reka qui donne naissance au fleuve Timavo.

### Personnalités liées à la commune
- Ludwig Boltzmann (1844-1906), physicien autrichien qui se suicide le 5 septembre 1906, dans sa chambre d'hôtel à Duino.
- Rainer Maria Rilke (1875-1926), poète autrichien qui a écrit les Élégies de Duino au château de Duino.